# Антилеонт
Антилеонт је личност из грчке митологије.

## Етимологија
Његово име има значење „храбар као лав“.

## Митологија
Према Аполодору, био је син Херакла и Прокриде, најстарије Теспијеве кћерке. Његов брат близанац се звао Хипеј.